# Bắp chuối bụng xám
Bắp chuối bụng xám (tên khoa học: Arachnothera modesta) là một loài chim trong họ Nectariniidae.